# Rychenbergstrasse
Die Rychenbergstrasse ist eine etwa 3420 m lange Strasse in Winterthur im Schweizer Kanton Zürich, die vom Lindspitz entlang des Rychenbergs bis nach Oberwinterthur führt, wo sie beim Römertor in die Stadlerstrasse mündet.

## Etymologie
Die Strasse ist nach dem Rychenberg benannt, woran sie entlangführt. Rychenberg wiederum deutet auf einen ehemaligen Besitzer namens Ric oder Rich, während Berg in diesem Fall für Hang steht.

## Verlauf
Die Rychenbergstrasse beginnt beim Lindspitz an der Schaffhauserstrasse an der Grenze zu Veltheim. Zunächst führt sie ostwärts unter anderem an der auf der südlichen Strassenseite gelegenen Siedlung Brauerquartier sowie dem Haldengut-Areal vorbei. Nach diesem folgt die als Kreisel ausgestaltete Kreuzung mit der von der Lindstrasse kommenden Haldenstrasse, die zur Sammlung Oskar Reinhart «Am Römerholz» hochführt.
Danach führt die Strasse entlang des Rychenbergs an verschiedenen Schulen vorbei: Im Rychenbergpark befinden sich unter anderem in der Villa Rychenberg die Musikschule und das Konservatorium des Musikkollegiums. Unmittelbar daran anschliessend folgen die beiden nebeneinander stehenden Kantonsschulen Rychenberg und Im Lee. Auch sind in diesem Abschnitt verschiedene Gebäude aus der Rebbauernzeit entlang der Strasse zu sehen, wie die Rychenbergtrotte an der Rychenbergstrasse 135 oder das Rebbauernhaus Rappenhalde an der Rychenbergstrasse 163. Der Verlauf in diesem Abschnitt entspricht mehr oder weniger der früheren Grenze zwischen Rebland und Wiesen.
Ab Höhe Bäumliweg wandelt sich das Erscheinungsbild der Strasse insofern, als nun hauptsächlich frei stehende Wohnliegenschaften die Strasse säumen. Einzig mit dem Sekundarschulhaus Rychenberg folgt in Oberwinterthur nochmals ein öffentliches Gebäude. An der Kreuzung mit der Bäumlistrasse erreicht die Strasse auf 484 m ü. M. ihren höchsten Punkt, bevor sie danach zur Stadlerstrasse hinunterführt und rund 24 Höhenmeter tiefer in diese mündet.

## Geschichte
Die Idee einer durchgehenden «Rebbergstrasse» von der Schaffhauserstrasse in den Rychenberg hinein entlang der Unterkante zwischen Rebland und Wiese kam in Winterthur erstmals 1863 auf, als sich die Stadt immer weiter ausdehnte. Am 13. November 1863 forderte die städtische Strassenkommission den Stadtrat dazu auf, die Strassenbreite für die geplante Rebbergstrasse festzulegen, die darauffolgend vom Stadtrat auf 20 Fuss bzw. sechs Meter festgelegt wurde, worauf der Geometer bereits wenige Tage danach das entsprechende Gebiet abzustecken begann.
Dabei kam es jedoch zu Problemen, und der Geometer wurde bei seiner Arbeit behindert, da der Bau der Strasse nicht von allen der teils gutsituierten Grundstückbesitzer begrüsst wurde. In der Folge verzögerte sich der Bau und wurde in mehrere Etappen aufgeteilt. Als erster Abschnitt wurde die Strasse zwischen Lindspitz und Haldengut erstellt, der zunächst jedoch nicht den Namen Rychenbergstrasse, sondern Tachlisbrunnenstrasse trug. Der Name wird noch heute für eine darüberliegende Strasse verwendet. Die Baulinie für Gebäude an der Strasse wurde auf fünf Meter festgelegt.
Der nächste Strassenabschnitt war aufgrund der Weigerung von einzelnen Grundstückbesitzern zur Landabtretung von wesentlich mehr Schwierigkeiten begleitet. Die erste Strassenerweiterung unter dem Namen Rychenbergstrasse führte daher zunächst nur bis zur Tössertobelstrasse.
Der Bau der übrigen Strasse ging noch harziger vorwärts. 1871 musste die Stadt nach einem zweijährigen Streit auf den Abriss der Leetrotte verzichten und die Strasse um sie herum führen. Am 11. Mai 1872 kam es schliesslich zur Einigung der Stadt mit den Grundbesitzern im Lee, Goldenberg und Rappenhalden, die unter anderem einen modifizierten Strassenverlauf und die Versetzung weiterer Trottgebäude umfasste. Nach weiteren Diskussionen über Entschädigungen konnte im Frühling 1873 dann der dritte Teil der Strasse, der Leestrasse genannt wurde, gebaut werden. Eine Erweiterung der Strasse nach Oberwinterthur wurde durch den Winterthurer Stadtrat zwar schon damals angestrebt, scheiterte jedoch am mangelnden Interesse seitens der Gemeinde Oberwinterthur. So gab es zunächst vom Strassenende lediglich einen Fussweg hinauf zum Bäumli. Nach Fertigstellung der Strasse entstanden rund um die Strasse einige Villen: 1872 liess Heinrich Sulzer-Steiner im oberen Alpgut ein neugotisches Landhaus errichten, und im gleichen Jahr entstanden auch die Villen Bühlhalde und Bühlstein für die Gebrüder Carl und Hermann Bühler. 1888 entstand die Villa Rychenberg von Theodor Reinhart, und zwischendrin stand der bereits 1871 errichtete Friedhof Rychenberg.
Erst nach 1900 wurde mit der Kurlistrasse immerhin ein von der Strasse ausgehender Feldweg nach Oberwinterthur erstellt, der sich bis zum Hammerweg erstreckte. Mit der Eingemeindung der Vororte 1922 wurde die Strasse auf der gesamten bestehenden Strecke in Rychenbergstrasse umbenannt und bis zum Hammerweg, wo bereits der 20 Jahre zuvor erbaute Flurweg bestand, nochmals ein wenig erweitert. Der Name Kurliweg ging, ähnlich wie schon bei der Tachlisbrunnenstrasse, an einen darüberliegenden Weg über (heute Kurlistrasse).
Die Schliessung der letzten Lücke wurde erstmals wieder nach der Errichtung der Kantonsschule Im Lee 1928 diskutiert, und 1934 wurde als Folge davon die Kurve beim Bäumliweg ausgebaut. Im gleichen Jahr legte der Stadtrat dem Gemeinderat auch die Baupläne für die restliche Strasse vor, dabei wurde auch eine 1943 in diesem Jahr 2000 Meter lange private Stichstrasse bei der Stadlerstrasse miteinbezogen. Am 27. November 1938 wurde schliesslich ein Kredit über 350'000 Franken für den Lückenschluss von der Winterthurer Stimmbevölkerung mit 12'000 Ja- gegen 1'500 Nein-Stimmen klar angenommen. Für die klare Annahme dürfte auch gesorgt haben, dass für die Erstellung der Strasse Arbeitslose beschäftigt wurden, sodass die Strasse 1942/43 fertiggestellt werden konnte. In den 1950er-Jahren wurde die Strasse nochmals erweitert.
Da der Verkehr auf der Strasse immer mehr zunahm, kam es 1998 zur Gründung der IG Rychenbergstrasse, die sich seither für die Lärmbekämpfung und Verkehrssicherheit einsetzt und dabei die Einrichtung von Tempo-30-Zonen durchsetzen konnte. Zurzeit ist noch die Einrichtung einer letzten Tempo-30-Zone hängig, für die die Stadt zurzeit auf einen Entscheid des Baurekursgerichts wartet.

## Öffentlicher Verkehr
Entlang der Rychenbergstrasse verkehrt seit 1989 die Linie 10 (Hauptbahnhof – Bahnhof Oberwinterthur) von Stadtbus Winterthur im Viertelstundentakt. Zu Hauptverkehrszeiten wird ein Zehn-Minuten-Takt angeboten. Vor der Linie 10 gab es bereits zwischen 1967 und 1974 eine Buslinie, die als Tangentiallinie von Waldheim über Deutweg, Grüzefeld und Oberwinterthur nach Rychenberg verkehrte.
Zu Schulzeiten verkehren zusätzliche Busse zur Kantonsschule.